# 天津工艺美术职业学院
天津工艺美术职业学院，始建于1959年，位于天津市河北区红星路革新道10号，是天津市唯一一所美术类高职学院，隶属于天津市文化和旅游局。

## 历史沿革
1959年，天津工艺美术学院成立，1962年，改建为天津市工艺美术设计院。
2002年4月，中国北方曲艺学校、天津市艺术学校、天津职工工艺美术学院（含天津工艺美术学校）合并组建天津文化艺术职业学院。2004年12月，天津职工工艺美术学院（含天津工艺美术学校）从天津文化艺术职业学院分离出来，建立天津工艺美术职业学院。